# Gatekeeping
In ambito sociologico gatekeeping (in italiano "custodia" o "sorveglianza all'ingresso", dall'inglese gate = "ingresso, portone" e keeping = "sorveglianza, controllo") indica, in senso ampio, qualsiasi attività di regolamentazione all'accesso di una professione, un ambiente culturale o simili.
Il termine ha anche una connotazione negativa laddove si sottintenda che tale attività abbia scopo di selezione preventiva, esclusione di un determinato gruppo culturale, etnico o demografico, o semplicemente élitario.

## Definizione
L'idea di gatekeeping, tuttavia, ha un significato molto ampio: può essere infatti applicata al lavoro di agenti letterari e degli editori, a numerosi tipi di attività editoriale e produttività nella stampa e nella televisione, e financo alle strategie di distribuzione e marketing di prodotti mediali (quali i film). In un'accezione più ampia, tale concetto si riferisce al potere di dare o negare l'accesso a voci differenti della società, ed è per questo luogo di conflitto.
Sebbene suggestivo e plausibile, e per via di alcune debolezze, il concetto di gatekeeping è stato soggetto a continue revisioni fin dalle sue prime applicazioni. I principali punti deboli sono l'assunto che vi sia un 'cancello'  (iniziale) e un insieme principale di criteri di selezione; la sua visione semplicistica dell'offerta delle notizie; infine, la sua tendenza a individualizzare i processi di decisione.
In una rassegna sulla teoria e la ricerca su tale concetto, Pamela J. Shoemaker ha ampliato il modello originale per dar conto del contesto sociale e dei numerosi fattori coinvolti. L'autrice concentra la propria attenzione sul ruolo della pubblicità, delle pubbliche relazioni, dei gruppi di pressione e di altri attori nel processo di influenza delle decisioni. Nel modello proposto, il gatekeeping comporta diversi atti di selezione in successione nell'intero arco della produzione delle notizie. Spesso i processi di decisione non sono individuali bensì collettivi, e non riguardano solo i contenuti ma anche il tipo di pubblico cui ci si intende rivolgere e la questione dei costi. La selezione delle notizie può variare considerevolmente a seconda del grado di attività dei professionisti coinvolti, e il concetto di gatekeeping si applica maggiormente a una più passiva "scoperta delle notizie" [McManus] che a metodi più attivi di acquisizione.
I primi studi del gatekeeping [White; Gieber] si concentravano sul gran numero di notizie che trovavano la strada sbarrata e sulle ragioni del rigetto. Tipica della ricerca di quegli anni era la tendenza a sottolineare il carattere soggettivo delle decisioni nella scelta delle notizie. In seguito, si è prestata maggiore attenzione alle influenze "organizzative" e a quelle "ideologiche". Le prime riguardano soprattutto le routine burocratiche, le seconde i valori e i condizionamenti che non sono soltanto individuali e personali ma che nascono anche dal contesto sociale e politico dell'attività informativa. Che le notizie siano fortemente influenzate dalla routine fu riconosciuto molto tempo dopo da Walter Lippman, quando scrisse: "senza standardizzazione, senza stereotipi, senza giudizi scontati, senza un crudele disprezzo per le sottigliezze, il giornalista morirebbe presto di eccitazione".
In termini professionali il gatekeeping, secondo Mauro Wolf, comprenderebbe «tutte le forme di controllo dell'informazione che possono determinarsi nelle decisioni circa la codificazione dei messaggi, la diffusione, la programmazione, l'esclusione di tutto il messaggio o di sue componenti […]; le esigenze organizzativo-strutturali e le caratteristiche tecnico-espressive di ogni mezzo di comunicazione di massa (in quanto) elementi cruciali nel determinare la rappresentazione della realtà sociale fornita dai media».

Il gatekeeping si basa su logiche differenti rispetto alla vera comunicazione; infatti, agisce in modo da far rispettare i limiti informativi imposti dal sistema, ma utilizza una serie di tecniche per impedire una presa di coscienza dei cittadini sulla realtà finanziaria, politica, economica, sanitaria (Covid) e mediatica. Un esempio di questo sistema in ambito giornalistico è rappresentato nel film Quarto potere di Orson Welles, dove chi controlla i mezzi di informazione può agire sulla mentalità della massa, condizionandola e distraendola dalla realtà tramite notizie di minor importanza.

Il gatekeeping è sempre più diffuso in ambito economico tramite lo sfruttamento della pubblicità a trecentosessanta gradi in tutti i mass media, e anche in ambito politico, per generare consensi intorno a figure o partiti politici e per discriminare gli oppositori.

## Il gatekeeper
Il gatekeeper è colui che attua l'azione di gatekeeping. Occupa la posizione di "esperto" (politici, scienziati, sociologi, scrittori) in un determinato ambito della società e ha il compito di filtrare le informazioni in quello specifico ambito. Può agire in diversi modi: in maniera inconscia, poiché anch'egli può essere influenzato o condizionato da informazioni che possono essere giuste o sbagliate, o consciamente per scopo personale o economico.
I gatekeepers usano come principale strumento i veicoli di informazioni perché è importante ciò che appare nei media. Tutti i personaggi che hanno particolare rilievo positivo sui media di massa sono potenzialmente gatekeeper.

## I criteri della selezione delle notizie
Il concetto di gatekeeping ha un grosso limite per il fatto di basarsi sull'assunto che la notizia arriva ai "cancelli" dei media in forma di storia pronta per essere lavorata. Questa prospettiva dà per scontato che esista una data realtà fenomenica nel mondo reale, ben definibile e conoscibile, che i media hanno il compito di identificare e selezionare secondo criteri appropriati di rappresentatività e rilevanza noti come valori notizia.